# Реллингхаузен (Эссен)

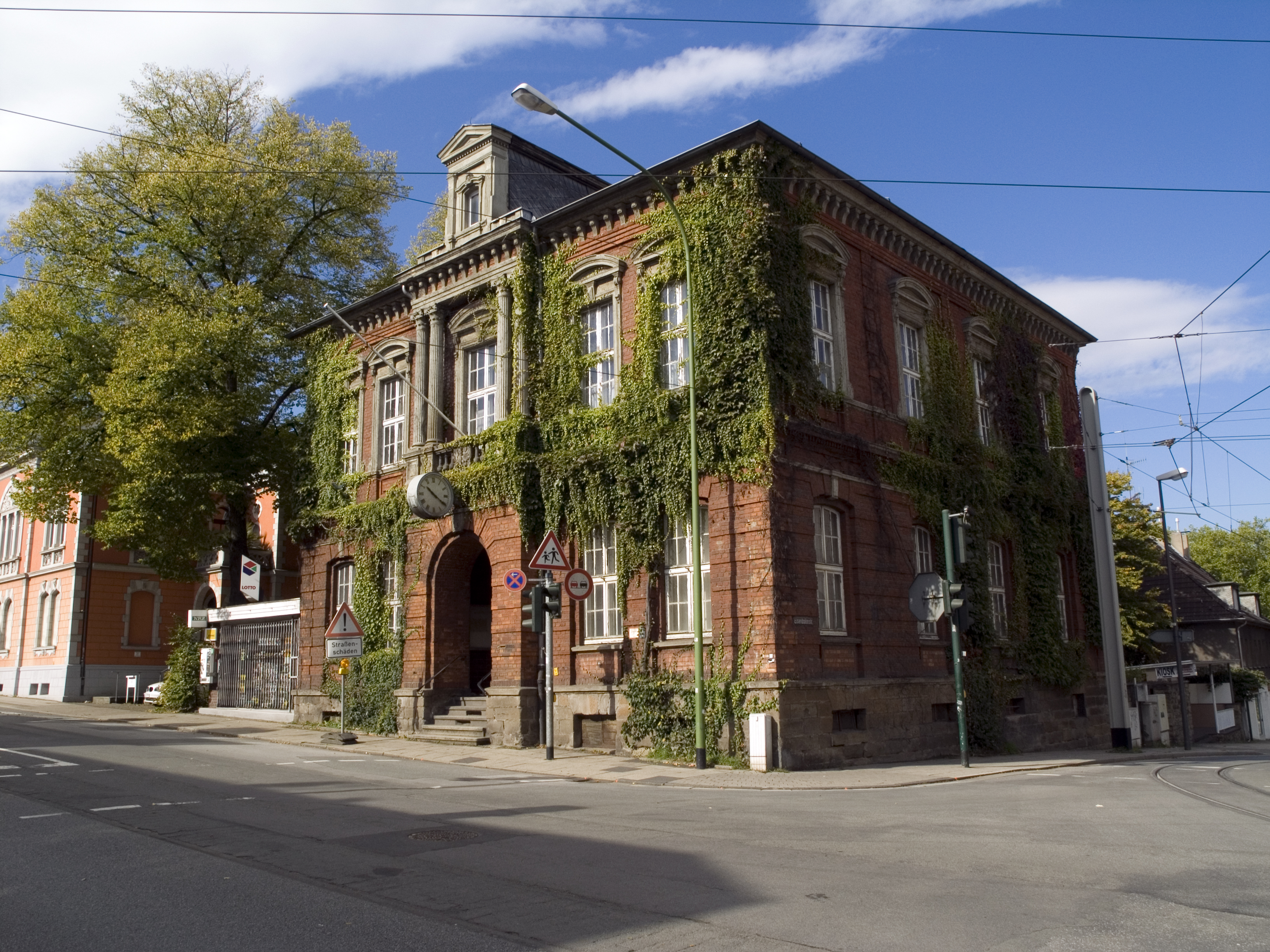
Ратуша Реллингхаузена

Реллингхаузен (нем. Rellinghausen) — административный район города Эссен (Германия, федеральная земля Северный Рейн — Вестфалия). Расположен в центральной части города.

На западе Реллингхаузен граничит с районом Штадтвальд, на севере — с районом Бергерхаузен, на востоке — с районом Юберрур-Хинзель и на юге — с районом Хайзинген.

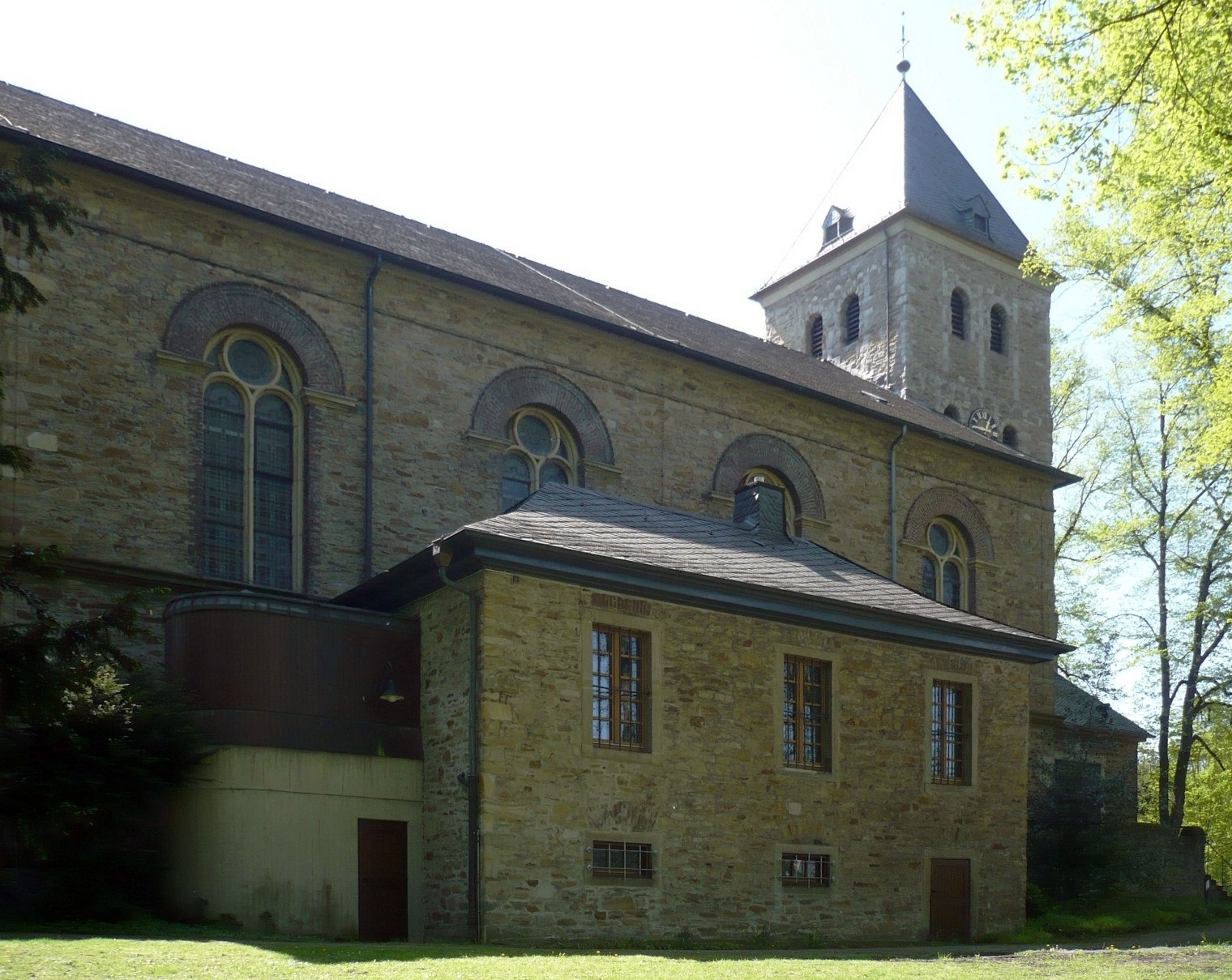
Монастырская церковь Святого Ламберта

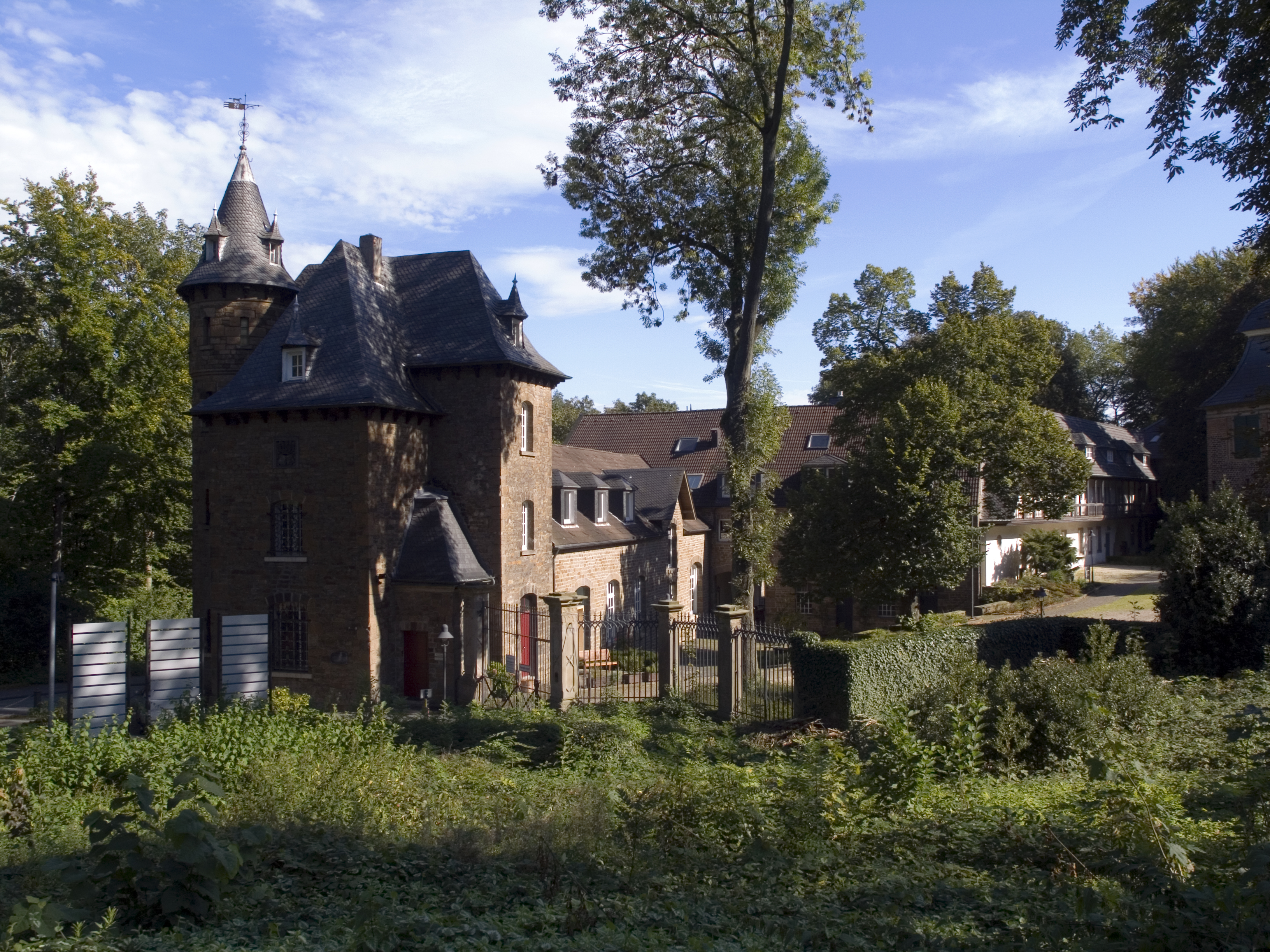
Замок Шелленберг

Местность под названием Руодлингус (Ruodlinghus) известна с IX века. С 860 года это поселение Реллекхузен (Rellekhusen) в составе государства франков, принадлежащее супружеской паре Эггихард и Рикельт, имеющей родственные отношения с епископом Гильдесхайма Альфридом — основателем Эссенского аббатства. Благодаря этому поместье содержалось на часть десятины, собираемой в пользу Эссенского аббатства. Архиепископ Кёльнский Гюнтар полностью освободил поместье от уплаты церковной деситины.

С 943 года поместье находится в подчинении Верденского аббатства, о чём говорится в документе, подписанном королём Оттоном I Великим в 947 году. В конце X века основывается женский монастырь Реллингхаузен для дочерей обедневшей части дворянства. В 996 году во время пребывания в должности аббатисы Матильды — внучки короля Оттона I — Реллингхаузен переходит в подчинение монастыря. В завещании аббатисы Теофании от 1056 года впервые упоминается монастырская церковь Святого Ламберта.

 После того как в ноябре 1226 года за убийство архиепископа Кёльнского Энгельберта фон Берга был казнен граф Фридрих фон Изенбург его сын Дитрих фон Альтена-Изенбург на земле, принадлежащей Верденскому аббатству, в непосредственной близости от Реллингхаузена закладывает замок Ной Изенбург. С 1244 года Ной Изенбург принадлежит архиепископу Кёльнскому Конраду фон Гохштадену, который дарит Реллингхаузен своему вассалу Генриху фон Фитингофу.

Конрад фон Гохштаден 22 февраля 1248 года отказывается от прав на замок Ной Изенбург и передает его Верденскому аббатству. Получив управление над Ной Изенбургом аббат Верденского монастыря позволяет перестроить имение Реллингхаузен в окруженную рвом крепость.

5 июня 1288 года Кёльнский архиепископ Зигфрид фон Вестербург терпит поражение в битве при Воррингене. Эта битва имела важные последствия для Реллингхаузена. Победитель Ян I Брабантский позволил своему союзнику Эбергарду I фон Марку захватить несколько владений Кёльнского архиепископства и, в том числе, Ной Изенбург, который, будучи разрушен, никогда больше не восстанавливался. Таким образом Реллингхаузен, принадлежащий Генриху III фон Фитингофу, обретает независимость от Кёльнского архиепископства.

 28 августа 1452 года Иоганн фон Фитингоф-Шелль за 1100 рейнских гульденов приобретает замок Шелленберг, который на сегодняшний день является единственным сохранившимся замком в Реллингхаузене.

Во время охоты на ведьм 1571—1591 годах в Реллингхаузене проходили судебные процессы, жертвами которых стало 42 женщины.

В XVII веке в Реллингхаузене сооружается первая евангелическая церковь. В 1654 году была построена маленькая деревянная церковь. Сегодня на этом месте стоит дом Евангелической церковной общины Реллингхаузена. Современная церковь была возведена напротив старой в 1934—1935 годах.

Семья Фитингоф-Шелль была известна своей благотворительной деятельностью. Франц фон Фитингоф-Шелль в 1678 году пожертвовал 600 000 имперских талеров на постройку школы в Реллингхаузене, часть этой суммы выделялась на зарплату учителям.

В 1723 в Реллингхаузене был запущен стекольный завод. В 1749 году была открыта первая каменноугольная шахта. В 1804 году все шахты Реллингхаузена были объединены в одно объединение — Zeche Vereinigte Sälzer & Neuack.

 В 1803 году в ходе секуляризации, которая проходила под руководством наполеоновского министра Талейрана, Верденское аббатство было упразднено и Реллингхаузен был подчинен магистрату Штееле. В 1876 году Реллингхаузен обрёл самостоятельность, которую утратил 1 апреля 1910 года, когда был включен в состав города Эссен.